# Chitra vandijki
La chitra birmana (Chitra vandijki McCord & Pritchard, 2003) è una specie di tartaruga della famiglia dei Trionichidi.

## Descrizione
È una specie di grandi dimensioni con un carapace di lunghezza probabilmente superiore ai 1000 mm ed un peso totale oltre i 100 kg. Presenta carapace particolarmente scuro e coriaceo, con una livrea contraddistinta da striature ondulate marrone chiaro, giallo o ocra. Il piastrone è bianco-rosato e la coda è corta e tozza. Si distingue da C. indica per: la presenza di due coppie di ocelli localizzati posteriormente o tra gli occhi; l'assenza di una distinta banda mediana sul carapace; la presenza di una pezzatura nera sul mento; differenze scheletriche nel guscio e nelle coste; e la presenza di un terzo paio di strisce sul collo.

## Distribuzione e habitat
Si tratta di un endemismo del Myanmar (= Birmania). È stata segnalata nei bacini idrografici dei fiumi Ayeyarwady e Chindwin. È probabile che sia presente anche nel bacino del Sittaung e in Thailandia. Popola i tratti planiziali del corso di fiumi di medio-grande portata, e si trova in sintopia con Amyda cartilaginea e Nilssonia formosa.

## Biologia
Si conosce ben poco di quel che riguarda la riproduzione e la dieta in natura, ma è verosimile che l'ecologia in generale non si discosti troppo da quella di Chitra indica.

## Conservazione
Le popolazioni sono ritenute in forte declino a causa dell'eccessivo prelievo e dell'alterazione dell'habitat. La pesca (trappole, reti, ami, veleni, esplosivi) è finalizzata all'alimentazione delle popolazioni rurali e, soprattutto, al commercio destinato al mercato cinese. Sono assolutamente necessari piani di gestione per la conservazione in situ ed ex situ.